# CTV News
CTV News es la división de noticias de la cadena de televisión canadiense CTV. El nombre CTV News también se utiliza para los noticieros locales y regionales de las estaciones propias y operadas por la cadena, estrechamente vinculadas a la división nacional de noticias. Los noticieros locales de CTV 2 también se comercializan como CTV News, aunque en la mayoría de los casos se gestionan de forma independiente de los noticieros de la cadena principal de CTV.

## Historia
El 1 de septiembre de 2011, el principal presentador de noticias Lloyd Robertson se retiró después de 35 años al frente del noticiero insignia.
En septiembre de 2023, Bell Media celebró los 50 años de trayectoria de la presentadora de noticias Sandie Rinaldo en la cadena.
El 26 de septiembre de 2024, CTV News admitió haber alterado o manipulado un clip de Pierre Poilievre transmitido el domingo anterior. Despidió a dos editores de noticias y ofreció una disculpa "sin reservas". El 2 de octubre, Poilievre puso fin a su boicot a la cadena.

## Programas nacionales

Logotipo de CTV News, 2013–2019

La división nacional de noticias de CTV produce los siguientes programas que se emiten en la cadena principal de CTV:
- CTV National News, los noticieros nocturnos presentados por Sandie Rinaldo (temprano por la tarde entre semana), Omar Sachedina (por la noche entre semana) y Heather Butts (por la noche los fines de semana);
- Question Period, una serie semanal de noticias y entrevistas.

Además, CTV News opera el canal nacional de noticias 24 horas CTV News Channel y el canal nacional de noticias económicas 24 horas BNN Bloomberg, ambos disponibles en todo Canadá por cable y satélite.
La división de noticias produjo el programa matutino de noticias y entretenimiento Canada AM desde 1972 hasta octubre de 2015, cuando la responsabilidad del programa fue transferida a Bell Media In-House Productions, la división encargada de otros programas de estilo de vida diurnos de CTV, hasta la cancelación del programa en junio de 2016. El reemplazo de Canada AM, Your Morning, es producido por Bell Media Studios, con contenido informativo proporcionado por CTV News.
El 8 de febrero de 2024, Bell anunció la cancelación del veterano noticiero W5 como parte de recortes presupuestarios y de personal. La marca seguirá utilizándose para el periodismo de investigación en las propiedades de CTV News.
La operación nacional de noticias también produjo brevemente un resumen de noticias nacionales e internacionales de aproximadamente diez minutos, presentado por Heather Butts, que se incluía en los noticieros vespertinos de los fines de semana en las emisoras propiedad de CTV desde noviembre de 2023 hasta febrero de 2024, cuando se canceló la mayoría de los noticieros locales de fin de semana.

## Programas locales

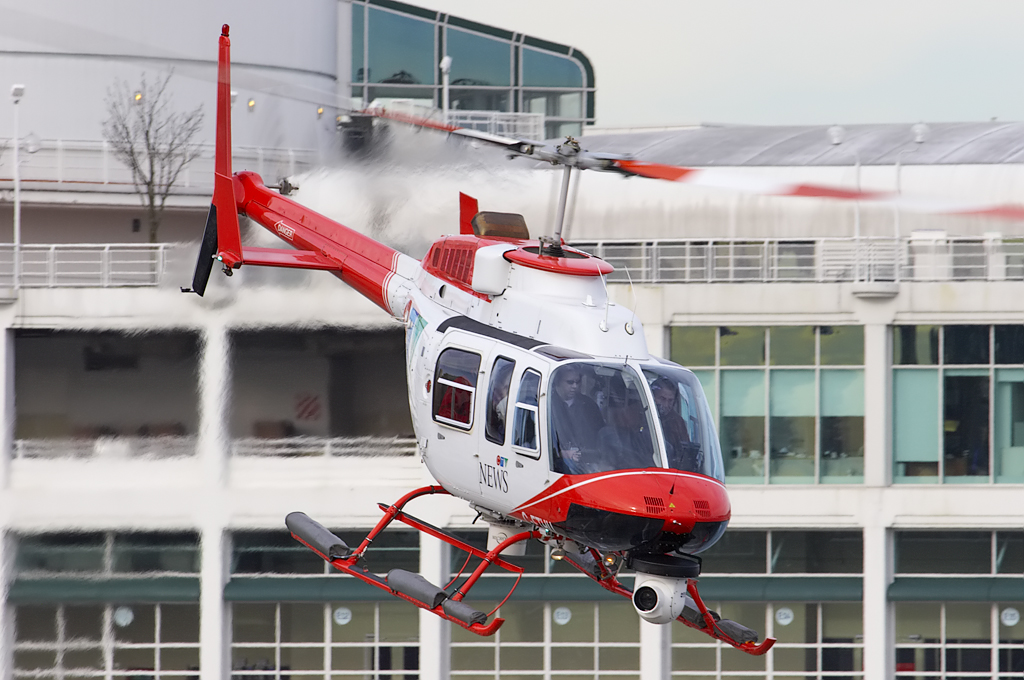
Chopper 9, helicóptero de noticias de CTV Vancouver en funcionamiento desde agosto de 2004 hasta el 31 de enero de 2020. CTV Toronto es la única otra estación que utiliza el helicóptero CTV. Esta unidad también se emplea en el canal de noticias local de Bell Media con sede en Toronto, CP24, donde se conoce como Chopper 24

En la mayoría de los mercados, los programas locales de noticias de CTV se emiten a las 18:00 y a las 23:00 (CTV 2) o 23:30 (CTV) entre semana. En algunos mercados seleccionados, también se producen noticieros a las 17:00, así como noticieros de fin de semana a las 18:00 y a las 23:00/23:30. Varias estaciones de CTV en el oeste de Canadá (y algunas estaciones de CTV Two en el este) producen noticieros matutinos locales bajo el título de CTV Morning Live.
En 1998, poco después de la fusión de la cadena CTV con Baton Broadcasting, la marca de noticias locales en las emisoras propias y operadas (O&O) de CTV se unificó con la presentación de noticias a nivel de red, estandarizando los títulos de los noticieros bajo el formato "(indicativo) News", por ejemplo, CFTO News para la estación de Toronto. Antes de esto, las O&O locales usaban diversos títulos; uno común en la década de 1970 era World Beat News (para emisiones de la tarde) y Night Beat News (para emisiones nocturnas). A finales de 2005, los noticieros locales de las O&O adoptaron el nombre de CTV News. A partir de febrero de 2014, los programas locales se reintrodujeron con títulos específicos por región, como CTV News Toronto.
El 13 de noviembre de 2023, CTV reemplazó los noticieros de las 17:30 con una edición vespertina de CTV National News.
El 8 de febrero de 2024, Bell realizó recortes importantes en los noticieros locales de CTV. Se cancelaron todos los noticieros del mediodía fuera de Toronto, así como los noticieros de fin de semana fuera de Montreal, Toronto y Ottawa. Bell también ampliará el modelo de periodista multimedia a las regiones del Atlántico, Alberta, Manitoba, Quebec y Saskatchewan.
Los índices de audiencia agregados a nivel nacional publicados por BBM Canada se refieren a las transmisiones locales colectivamente como CTV Evening News, CTV Late News, CTV Noon News, etc., aunque estos títulos no se usan en pantalla. Dado que la mayoría de las afiliadas de CTV son propiedad de la cadena, CTV ofrece la posibilidad de comprar publicidad nacional durante la programación local en sus emisoras propias, lo que hace que estos índices agregados sean útiles para los anunciantes.
Los programas locales de CTV News se producen en los siguientes mercados:
- Barrie (CKVR)
- Calgary (CFCN)
- Edmonton (CFRN)
- Greater Sudbury (CICI / CTV Northern Ontario)
- Halifax (CJCH / CTV 2 Atlantic)
- Kitchener (CKCO)
- London (CFPL)
- Montreal (CFCF)
- Ottawa (CJOH / CHRO)
- Regina (CKCK)
- Saskatoon (CFQC)
- Toronto (CFTO)
- Vancouver (CIVT)
- Victoria (CIVI)
- Winnipeg (CKY)
- Windsor (CHWI)

Las emisoras O&O de CTV en mercados más pequeños transmiten un noticiero producido en uno de los mercados más grandes mencionados arriba, aunque algunas también producen segmentos locales más breves que se emiten durante una pausa del programa principal del mercado, y algunas de estas estaciones pequeñas producen sus propios noticieros del mediodía.
A través de la adquisición de CHUM Limited, Bell Media obtuvo A News, que producía noticieros locales principalmente en mercados pequeños o zonas alternas de mercados grandes. Cuando el sistema A fue renombrado como "CTV Two" el 29 de agosto de 2011 (y más tarde CTV 2), sus noticieros adoptaron la marca de CTV News, probablemente porque "CTV Two News" podría percibirse como un noticiero de segunda categoría. Las transmisiones de noticias de CTV en las estaciones de CTV 2 anteriormente usaban el logotipo principal de CTV como marca visual digital durante sus noticieros, al igual que la red principal de CTV, pero actualmente utilizan títulos con marca regional como CTV News Barrie, como ocurre ahora con las O&O de CTV. No obstante, la mayoría de estas estaciones están obligadas a separar sus operaciones de noticias de las estaciones de CTV en los mercados locales o adyacentes. Esta restricción no se aplica a los canales exclusivamente por cable CTV Two Atlantic, que ha sido copropiedad con las estaciones locales de CTV desde su lanzamiento (sus operaciones de noticias se integraron completamente en 1998), y CTV Two Alberta, que produce un programa de asuntos públicos, Alberta Primetime, utilizando recursos de las estaciones locales de CTV.
Las afiliadas independientes también emiten sus propios noticieros locales, como NTV (que, a pesar de dejar de emitir la programación de entretenimiento de CTV en 2002, aún proporciona cobertura de Terranova para CTV News y transmite sus noticieros nacionales), y CITL-TV (que emite Prime Time Local News, una producción compartida con su emisora hermana, la afiliada de Global (ahora afiliada de Citytv) CKSA-TV).
Bell Media también opera CP24, un canal regional de noticias centrado en el área metropolitana de Toronto y gran parte del sur de Ontario, adquirido a través de la compra de CHUM Limited, y anteriormente afiliado a Citytv Toronto. El canal emite programas de noticias centrados en la región y, desde junio de 2024, transmite simultáneamente los noticieros de CFTO a las 12 del mediodía (días laborables), 18:00 y 23:30.

## Oficinas de noticias
CTV News tiene oficinas en todo Canadá y en el extranjero, aunque muchas han sido cerradas para reducir costos (las más recientes en Londres, Los Ángeles, Moscú y Kampala), y reemplazadas por reporteros enviados desde otras oficinas ya existentes.
Lista de oficinas actuales:

### Nacionales
- Halifax
  - Reportero: Paul Hollingsworth
- Fredericton
  - Reportera: Sarah Plowman
- Montreal
  - Jefa de oficina: Geneviève Beauchemin
- Ottawa
  - Corresponsal política principal: Vassy Kapelos
  - Reporteros: Annie Bergeron-Oliver, Judy Trinh, Jeremie Charron, Colton Praill y Mike Le Couteur
- Regina
  - Reportera: Allison Bamford
- St. John's
  - Reportero: Garrett Barry
- Toronto
  - Reporteros: John Vennavally-Rao, Heather Wright, Heather Butts, Adrian Ghobrial, Scott Hurst, Tony Grace, Kamil Karamali y Cristina Tenaglia
- Winnipeg
  - Reportero: Alex Karpa
- Calgary
  - Reportera: Kathy Le
- Vancouver
  - Jefe de oficina: Andrew Johnson

### Internacionales
- Washington – Estados Unidos  
  - Jefa de oficina: Joy Malbon

## My News
En 2008, el sitio web de CTV News introdujo My News, una función de periodismo ciudadano que permite a los ciudadanos subir imágenes o videos relacionados con eventos actuales. Los espectadores también pueden subir contenido multimedia para cualquier estación o programa.

## NewsDayyNewsNightde CTV News
NewsDay y NewsNight se emitieron semanalmente en Quibi, exclusivamente en Canadá. Fueron conducidos por Heather Butts y Reshmi Nair. Quibi cerró sus operaciones el 1 de diciembre de 2020.